# José de Melo

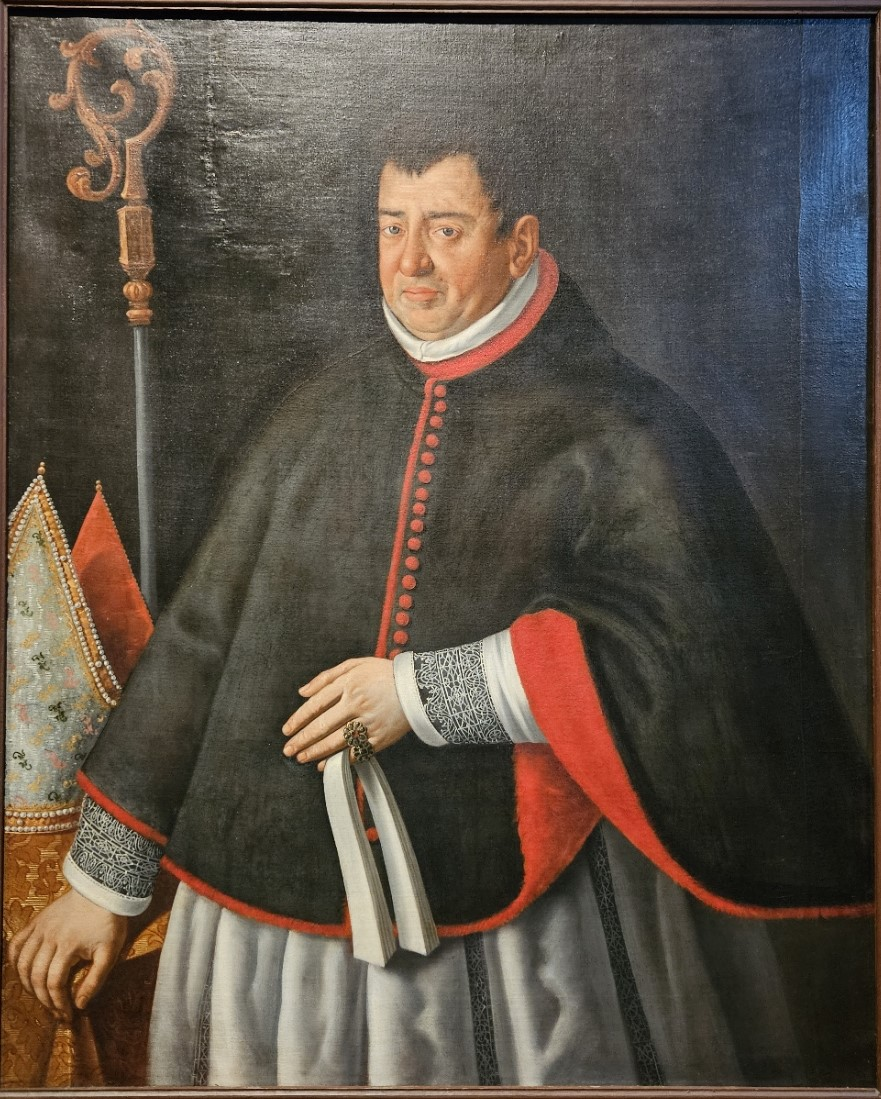
Retrato por Juan Bautista Maíno, 1619

José de Melo, filho segundo do 2.° Marquês de Ferreira e 2.° Conde de Tentúgal e irmão mais novo do 3.° Conde de Tentúgal, foi nomeado Arcebispo de Évora em 1611 (antes tinha sido Bispo de Miranda. Em Évora, ordenou a reimpressão das Constituições do Arcebispado e mandou fazer grandes obras na Sé, no Paço Arquiepiscopal e na Quinta da Mitra, em Valverde. D. José de Melo entrou, ainda, em conflito com os Jesuítas, devido a privilégios e direitos.